# Conan de zwerver
Conan de zwerver (Engels: Conan the Wanderer) is een fantasy/Sword & Sorcery-verhalenbundel van de Amerikaanse schrijvers Robert E. Howard, L. Sprague de Camp en Lin Carter.

## Samenvatting
Conan de zwerver is het vierde boek over Conan de Barbaar en bevat vier verhalen over Conans zwerftochten. De verhalen werden geschreven door Robert E. Howard, L. Sprague de Camp en Lin Carter. 

### Zwarte tranen
(Engels: Black Tears, door L. Sprague de Camp en Lin Carter)
Meer dan een jaar is Conan nu leider van de Kozaki, een groep Zuagir-vrijbuiters die de grenzen van het Turaniaanse rijk plundert. (zie: ... zal u een heks geboren worden ...) Wanneer zijn groep door de Zamoriaan Vardanes wordt verraden, kunnen Conan en zijn Zuagir zich maar net uit een Turaniaanse valstrik redden. Conan zet daarop de gevluchte verrader na, die de Rode Woestenij invlucht. Na enkele dagen worden de Zuagir onrustig; de woestenij, ook wel Makan-e-Mordan genoemd, jaagt hen bijgelovige vrees aan. Conan wil toch verder, want hij moet en zal de verrader te pakken krijgen. Daarop besluit zijn Shemitische luitenant Gomer van Akharia om Conan te bedwelmen, voordat de Zuagir hem doden. Ze keren terug en laten Conan met enkele waterzakken in de woestenij achter.
Na enkele dagen in de woestijn stort Conan in. Hij ontwaakt in de vervloekte stad Akhlat. Heer Enosh vertelt hem dat eeuwen geleden een duivelse tovenaar een demonische duivelin opriep om de stad te regeren. Zij vernietigde de tovenaar en heerst sindsdien over de stad. De demone blijkt een Gorgon te zijn, die het leven uit inwoners van Akhlat zuigt, waarop deze verstenen. Ook Vardanes blijkt hier te zijn en hij wordt het eerst voor de heerseres gebracht. Ze draagt een schitterend gouden masker en de hebberige Vardanes kan de verleiding niet weerstaan om dit weg te grissen. Wanneer hij in de ogen van de Gorgon kijkt, begint hij onmiddellijk te verstenen. Conan gebruikt daarop het masker als spiegel om de Gorgon te kunnen doden zonder haar aan te hoeven te kijken.

### Schaduwen in Zamboula
(Shadows in Zamboula, door Robert E. Howard)
Conan arriveert in Zamboula, de meest zuidelijke stad van Turanië. Hij neemt een kamer in de herberg van Aram Baksh, ondanks waarschuwingen dat niet te doen. 's Nachts blijkt dat de waard de kannibalistische slaven uit Darfar in ruil voor goud zijn gasten laat opeten. Conan weet de slaaf die hem komt halen te doden. Op straat ziet hij een vrouw in nood, die door de kannibalen bedreigd wordt. Hij kan haar redden en ze smeekt hem haar geliefde te redden, die vergiftigd werd en gek is geworden. Hij slaat de man bewusteloos en brengt hem naar haar huis. De vrouw zegt dat ze Zabibi heet en danseres is. De man heet volgens haar Alafdhal. Ze vertelt dat hij werd vergiftigd door de priester Totrasmek en vraagt Conan hem te doden, waarna ze zichzelf aan hem zal geven.
De barbaar stemt toe en ze gaan naar de tempel van Hanuman. Hier wordt de vrouw weggegrist achter een geheime deur. Conan gaat op zoek naar een andere ingang en komt tegenover Baal-pteoor te staan, een beroepswurger uit Yota-Pong. Conan weet Baal-pteoor ternauwernood te verslaan en wat later doodt hij ook de priester. De vrouw vertelt daarop dat ze niet Zabibi heet maar Nafertari, de vrouw van Jungir Khan, satraap van Zamboula, en dat er van de beloofde beloning dus geen sprake kan zijn. Nafertari gaat op zoek naar de Ster van Khorala, een kostbare magische ring die Totrasmek van Jungir Khan zou hebben afgenomen. Conan krijgt als beloning goud en een aanstelling als hoofd van de paleiswacht. Die nacht sluipt Conan de stad uit, met het goud en de ring, die hij van Jungir Khan heeft gestolen toen hij hem bewusteloos sloeg. Voordat hij de stad verlaat gaat hij eerst nog even bij Aram Baksh langs, die hij aan de kannibalen uitlevert.

### De duivel van ijzer
(The Devil in Iron, door Robert E. Howard)
Een Yuetshi visser belandt tijdens een donderstorm op het eiland Xapur van de forten. Hier wordt een van de oude groenige gebouwen geraakt door de bliksem, waardoor er een gat in het dak wordt geslagen. De visser klautert naar binnen en ziet er een lichaam op een gouden blok liggen en een prachtig bewerkte dolk die op het lichaam ligt. Hij grijpt de dolk, waarna het lichaam tot leven komt en de visser vermoordt.
Ondertussen hebben Jehungir Agha, de heer van de stad Khawarizm en zijn raadsheer Ghaznavi een plan bedacht om de voortdurende plunderingen van de Kozaki uit het oosten te stoppen. Ze willen met hulp van de Nemedische slavin Octavia de aanvoerder van de bandieten (Conan) naar het eiland Xapur lokken. Dit eiland heeft rondom loodrechte kliffen en slechts een begaanbare weg naar boven: ideaal voor een valstrik. Conan loopt in de val maar op het eiland blijken de oude gebouwen en ruïnes te zijn veranderd in een stad van groenige steen. Conan sluipt de stad binnen en ontdekt dat de stad Dagon heet en onder leiding staat van de herrezen tovenaar Khosatral Khel. Deze werd in een ver verleden verslagen door een Yuetshi priester, die de machtige tovenaar met een dolk uit meteoorsteen onder bedwang kreeg. Toen de visser het mes wegnam, kwam Khosatral Khel weer vrij en met necromantische magie kon hij de stad en haar inwoners laten herrijzen.
Khosatral Khel vermoordt de krijgers van Jehungir Agha, die achter Conan aanzitten en neemt Octavia gevangen. Conan komt tegenover de tovenaar te staan maar kan hem niet deren omdat deze een ijzeren lichaam heeft. Daarop gaat Conan op zoek naar het meteoormes, waarvoor hij eerst een 15 meter lange slang moet doden. Voordat hij de tovenaar vindt, rekent Conan eerst nog af met Jehungir Agha. Met zijn meteoormes kan hij dan de tovenaar doden, waarna Dagon weer verandert in ruïnes, en samen met Octavia verlaat Conan het eiland.

### Het vlammende mes
(The Flame Knife, door Robert E. Howard en L. Sprague de Camp)
Conan is met zijn groep Kozaki's in dienst van koning Kobad Shah van Iranistan, maar wanneer deze hem beveelt zijn vriend Balash ter berechting naar het paleis te brengen, weigert hij dit. De woedende Conan verlaat het paleis. Hij wordt door de gespierde Nanaia, een van de vrouwen van de koning, gewaarschuwd dat de koning een moordenaar achter hem aan heeft gestuurd. Nanaia, dochter van de hoofdman van een stam uit de Pareleilanden, wil graag uit de stad ontsnappen. Conan besluit met zijn Kozaki en Nanaia de stad te verlaten en naar Kushaf te rijden, waar zijn vriend Balash heerst. Zonder dat Conan het weet wordt op dat moment een aanslag op de koning gepleegd. De koning raakt gewond, maar de dader wordt gedood en blijkt het teken van het vlammende mes te dragen, dat toebehoort aan de sekte van Erlik, de gele god des doods.
In Kushaf aangekomen laat Balash aan Conan een vreemd lijk zien, dat zijn mannen gevonden hebben. Het lijk draagt het vlammende mes, het teken van de Yezmieten. Conan gaat met zijn luitenants Tubal en Hattusas op onderzoek uit. Nanaia gaat ook mee. Het lijk werd in de Kloof der Geesten gevonden, en hier overnacht het groepje. Later die nacht komt Tubal Conan wakker maken: Hattusas is vermoord en Nanaia verdwenen. Meteen daarna worden de twee overvallen, maar ze kunnen vier aanvallers doden, waarna de rest op de vlucht slaat. Conan en Tubal volgen een bloedspoor en ontdekken een geheime deur in een rots.
Via een tunnel en enkele kloven komen ze bij een verborgen stad, die Yanaider heet. Tubal gaat hulp halen en Conan loopt de stad binnen. Hij overbluft de Zuagir bewakers en ze brengen hem naar hun geestelijk leider Virata, de Magus van de Zonen van Yezm. Deze laat de wachters, die Conan zomaar doorlieten, in de gevangenis gooien. Maar Virata laat zich wel door Conan overtuigen dat hij zich bij hen wil aansluiten. Hij vertelt Conan dat deze moet wachten totdat de afwezige aanvoerder, die de Tijger wordt genoemd, weer terug in de stad is. Conan wordt naar een gastverblijf gebracht, waar men hem probeert te bedwelmen met vergiftigde wijn. Wat later arriveert Parusati, een slavin die hem moet fouilleren wanneer hij slaapt. Maar Conan is wakker en ze besluit hem naar Nanaia te leiden. Conan bevrijdt haar uit de kerkers en verstopt haar. Daarna gaat hij terug naar zijn kamer. Wanneer de Tijger is gearriveerd wordt Conan naar de hoofdzaal gehaald.
De Tijger blijkt Olgerd Vladislav te zijn, die hem meteen herkent. (zie: ... zal u een heks geboren worden ...) Conan vecht zich een weg uit de zaal maar komt uiteindelijk in de Duivelskloof terecht, waarin zich een monster bevindt. In de val in de kloof zonder uitgangen komt Conan tegenover het monster te staan: een woeste, reusachtige sneeuwaap uit het verboden land Parthenië. Hij doodt het beest en weet weer de stad in te sluipen. Hier bevrijdt hij de Zuagir die hem binnengelaten hebben en samen gaan ze op zoek naar Nanaia. Zij wordt op dat moment gemarteld door Virata. Conan doodt de tovenaar en ze vluchten in Virata's toren. Ze doden de aanwezige wachters en barricaderen de deur. Daarna houden ze in de toren van Virata stand tegen de Zonen van Yezm.
Uren later arriveert Balash met zijn Kushafi en Conans Kozaki. Er volgt een stadsoorlog tussen hen en de Yezmieten. Maar voordat deze wordt beslist komt er een derde leger: de koninklijke garde van Iranistan, die achter Conan en Balash werd aangestuurd. De Yezmieten, Kushafi en Kozaki bundelen hun krachten tegen de nieuwkomers. Maar ook deze slag wordt niet beëindigd, want door de dood van de tovenaar Virata worden de geesten van Yanaider losgelaten, die iedereen beginnen af te slachten. Alle krijgers vluchten de vervloekte stad uit. Hier arriveert een boodschapper die vertelt dat de Iranstaanse koning dood is. Zijn zoon verleent zowel Conan als Balash amnestie.

## Trivia
- Het eerste verhaal Zwarte tranen is een variatie op het verhaal uit de Griekse mythologie over Perseus en Medusa.
- In De duivel van ijzer gaat Conan het gevecht aan met een monsterachtig grote slang. Ook in de eerste Conan film, Conan the Barbarian, vecht hij met een gelijksoortige slang.